# Népegészségügyi irodalom Erdélyben
Népegészségügyi irodalom Erdélyben (1918-1989) - az egészségügyi irodalom kereténél tágabb, mai értelmű megfogalmazásában a közegészségügyi, járványügyi és egészségvédelmi irodalom összessége.

## Tartalma

### A két világháború közt
Nemcsak a népbetegségekkel foglalkozik, hanem a betegségek megelőzésével és az egészség megőrzésével is, kutatómunkára, felmérésekre alapozott szakmai dolgozatok és kiadványok, valamint egészségvédelmi ismereteket nyújtó és ezzel kapcsolatosan helyes magatartásra nevelő röplapok, füzetek, könyvek formájában.
Már 1919 és 1945 között egyre gyakrabban jelentek meg az erdélyi magyar sajtóban, orvosi folyóiratokban és önálló kiadványokként a népegészségügy kérdéseire válaszoló cikkek, melyek főleg a népbetegségekkel és az ellenük való küzdelemmel foglalkoztak. Ilyenek kerültek ki Schönberger Mór (1920), Goldberger Ede (1922), Szelle Károly (1925), Sándor János (1928), Halász József (1929), Márkos György (1930, 1931, 1933), Tankóczy Gyula (1934), Schmidt Béla (1940) tollából. Jelennek meg olyan kiadványok is, amelyek már átfogóan tárgyalják a népegészségügyet. Ilyen Jancsó Béla Egészségügyi tanácsadó az erdélyi magyar nép számára (Kolozsvár, 1934), Csíky János A falu egészségvédelme (Kolozsvár, 1936), Nagy András A népegészség-védelem (Kolozsvár, 1936), Parádi Ferenc Szolnok-Doboka vármegye közegészségügyének története (Kolozsvár, 1944) c. munkája.
Már ebben az időszakban feltűnik a szervezett, intézményesített törekvés a romániai magyar kisebbség népegészségügyi problémáinak feltárására és megoldására. Példa erre Brassóban az ÁGISZ egészségügyi sorozata Kacsó László és Jancsó Béla (1935), Bakk Elek (1936), Herskovits János (1936), Bódis Gáspár (1937) köteteivel. Hasonló szándékúak a Hitel c. szociálpolitikai folyóiratban rendszeresen megjelenő népegészségügyi tanulmányok, mint amilyen Parádi Kálmántól A néptáplálkozás (1936/2), Heinrich Mihálytól A nép táplálkozása kalóriaértékekben (1937/2), Nagy Andrástól Egészségpolitikai vázlat (1938/1) és Népegészségügy (1938/4), Manyák Ernőtől Adatok Ditró népegészségügyéhez (1939/1), Csíky Jánostól Adatok a gyergyói táplálkozáshoz (1939/4) és Tonk Emiltől a Csecsemőhalandóság Erdélyben (1940-41/2).
Az Erdélyi Római Katolikus Népszövetség szintén tett erőfeszítéseket a szervezett egészségvédelmi munka megvalósításáért. Ezt szolgálta az általa kiadott Falu-füzetek 3. száma: A csecsemő gondozása (Kolozsvár, 1939).
A füzetet Nagy András állította össze: ő maga három fejezetet írt, a továbbiak szerzői Csíky János, Küttel Lajos, Búzás Márton, Schmidt Béla, Fráter Géza, Szabó Jenő és Venczel József.
A két világháború közötti időszakban a népegészségügy tárgykörét leghosszabb ideig a Magyar Népegészségügyi Szemle szolgálta.

### 1945 után
1945 után nagy számmal jelentek meg nevelő célzatú egészségvédelmi kiadványok, a Genersich Emlékkönyv (Budapest - Marosvásárhely, 1994) több száznak a jegyzékét közli. Jelentős szerepe volt ezek kiadásában az egészségügyi irodalom szócikkben már említett intézményeken kívül a Marosvásárhelyi Közegészségügyi Intézetnek is (1949-59). Csaknem kizárólag népegészségügyi szakcikkek sorakoztak a Román Népköztársaság Orvostudományi Társasága Magyar Autonóm Tartományi Fiókjának járványtani, mikrobiológiai, vírustani, parazitológiai és egészségpedagógiai folyóiratában, amely Tájékoztató cím alatt 1956-ban két, 1957-ben négy számmal jelent meg. A leggyakrabban tárgyalt témakörök: a tífusz (Boér László, Eisikovits Károly, Lőrincz Pál, Vajda István), a járványos gyermekbénulás (Kelemen László, Székely Pál, Kövendi Erzsébet), a leptospirózis (Papp Károly), a betegellátás (Kolumbán Mózes), az ivóvízellátás (Tőkés Béla, Tassaly János), a szervezet ellenálló képessége (Szentkirályi Éva, Hadnagy Csaba) és az egészségügyi szervezés (Bódis Sándor).
Az erdélyi népegészségügyi irodalomba sorolható számos szakközlemény, amely az OGYI tudományos ülésszakainak anyagát tartalmazó kötetekben (Marosvásárhely, 1955, 1957), az Orvosi Szemlében, az EME által újra megindított Orvostudományi Értesítőben, valamint az Infomed c. folyóiratban (Székelyudvarhely, 1991-92) jelent meg.
A főleg 1970 és 1990 között kiadott népegészségügyi ismeretterjesztő könyvek közül megemlítendő még néhány olyan, mely az egészségügyi irodalom szócikkében nem szerepelt. Feszt Tibor Kerekes Medárddal az érelmeszesedésről (1976; Kolozsvár, 1983), Rácz Gábor a népgyógyászat értékeiről (Korunk Évkönyv, 1979. 151-57), Fodor Ferenc Mártha-Papp Ilonával és Fugulyán Gergellyel szemészeti kérdésekről (Kolozsvár, 1983, 1989), Pap Zoltán és Lőwy Károly az anya- és csecsemővédelemről (Kolozsvár, 1983, 1990), Szilágyi István és Ander Zoltán általános orvosi ismeretekről (1983, Kolozsvár, 1990), Matekovits György és Bocskay István a fogszuvasodásról, a fogágy betegségéről (Temesvár, 1977; Kolozsvár, 1986), László János pedig Péter Mihállyal a kórokozó mikroorganizmusokról (Kolozsvár, 1988) írt.